# Wright Pass
Wright Pass är ett bergspass i Antarktis. Det ligger i Västantarktis. Inget land gör anspråk på området. Wright Pass ligger 446 meter över havet.
Terrängen runt Wright Pass är kuperad österut, men västerut är den platt. Trakten är obefolkad. Det finns inga samhällen i närheten.